# Harold M. Etherington
Harold M. Etherington (geb. vor 1971) ist ein Tonmeister.

## Leben
Etherington begann seine Karriere Anfang der 1970er Jahre und hatte sein Filmdebüt 1971 mit Dalton Trumbos Anti-Kriegsfilm Johnny zieht in den Krieg. Nach einigen kleineren Filmproduktionen wirkte er 1974 an Richard Fleischers Actionfilm Das Gesetz bin ich mit. 1977 war er für Arthur Hillers Actionkomödie Trans-Amerika-Express gemeinsam mit Donald O. Mitchell, Douglas O. Williams und Richard Tyler für den Oscar in der Kategorie Bester Ton nominiert, der Preis ging in diesem Jahr jedoch an Alan J. Pakulas Drama Die Unbestechlichen. Seine letzte große Hollywoodproduktion war Brian De Palmas Teufelskreis Alpha aus dem Jahr 1978.
1988 wirkte er noch einmal als Tonmeister an Mike Jittlovs Low-Budget-Film Magic Movie, bei dem er auch in einer kleinen Rolle als Direktor des Filmstudios zu sehen war.

## Filmografie (Auswahl)
- 1971: Johnny zieht in den Krieg (Johnny Got His Gun)
- 1972: Zahltag (Payday)
- 1973: Little Cigars
- 1974: Das Gesetz bin ich (Mr. Majestyk)
- 1974: Cash (The Take)
- 1976: Trans-Amerika-Express (Silver Streak)
- 1977: Der tolle Käfer in der Rallye Monte Carlo (Herbie Goes to Monte Carlo)
- 1978: Ja, lüg’ ich denn? (Rabbit Test)
- 1978: Teufelskreis Alpha (The Fury)
- 1988: Magic Movie (The Wizard of Speed and Time)

## Auszeichnungen
- 1977: Oscar-Nominierung in der Kategorie Bester Ton für Trans-Amerika-Express